# 가면라이더 아마존
가면라이더 아마존(일본어: かめんライダーアマゾン,仮面ライダーアマゾン 카멘라이다 아마존[*], 영어: Kamen Rider amazon)는 1974년 10월 19일일부터 1975년 3월 29일까지 NET계열로 매주 토요일 19:30 - 20:00(JST)에 전 24화가 방송된 토에이 제작의 특수 촬영 TV프로 및 작중으로 주인공이 변신하는 히어로의 4번째 가면라이더 시리즈다. 대한민국에서는 1976년 11월 23일부터 1977년 2월 1일까지 방영한 적이 있다.

## 스토리
잉카의 수수께끼가 숨겨진 가가의 팔찌와 기기의 팔찌를 노리는 악인 고르고스는 비밀 조직 게돈을 결성하여 반란을 일으켰다. 가가의 팔찌의 탈취에 성공한 고르고스는 자신을 개조해 십면귀가 된다.
팔찌를 지키는 일족의 장로 바고는 남은 기기의 팔찌를 지키기 위해 아마존강 유역의 정글에서 자란 일본인 청년 야마모토 다이스케를 개조해 팔에 기기의 팔찌를 이식한다. 그리고 일본의 코우사카 박사를 만나도록 최면 암시를 건다.
다이스케는 암시에 따라 일본으로 향하지만 기기의 팔찌를 빼앗으려 그를 쫓는 십면귀도 일본에 상륙한다. 도시를 무대로 가면라이더 아마존과 게돈의 야성적인 싸움이 시작된다.

## 등장 인물
＊아마존(야마모토 다이스케) / 가면라이더 아마존
본편의 주인공. 생후 얼마되지 않아 비행기 사고에 의해서 남미 아마존에 탐험가인 부모님과 함께 조난된 일본인. 23세. 대자연 속에서 동물과 함께 자랐기 때문에 당초는 거의 말을 할 수 없었지(게다가 코스튬은 제9화까지 허리에 두른 짧은 도롱이 1장으로, 연기한 오카자키도 「숲안에서 촬영하는 씬등이 많았기 때문에, 각다귀가 최대의 적이었다」 「체모가 진해졌다」 등과 같이 회상하고 있다)만, 스토리의 진행과 함께 여러 가지 말을 배워 가게 된다. 야생 속에서 자랐기 때문에 소박하고 순수, 그리고 활발하고 감정 표현도 직접적이며 문명에 익숙하지 않고, 주위의 인간과의 오해로 인해 한때는 항수병에 걸려 게돈과의 전투를 내버려두고 남미로 돌아가려고 했다. 정글 태생의 야생아라 약초 지식이 풍부하고 풀피리가 장기. 장로 바고가 건 최면 암시에 따라, 죽은 아버지의 친구 코우사카 교수를 만나기 위해서 일본에 온다. 종래의 가면라이더와 달리 변신전이라도 높은 격투 능력을 자랑해, 변신하지 않고 수인을 도망치게 한 적도 있다. 파워는 중형 오토바이를 들어 올려서 옮기는 정도다. 동료가 다치는 것을 극도로 싫어해, 특히 모구라(두더지) 수인을 죽인 장본인인 키노코(버섯) 수인에 대한 공격은, 장렬한 것이었다.
코우사카 박사의 지인인 타치바나 토우베, 코우사카 박사의 조카 마사히코나 질녀 리츠코에게는 「아마존」이라고 불리고 있어 다이스케 자신도 자신의 본명을 몰랐기 때문에, 주위로부터 불리는 대로 자신을 「아마존」이라고 칭해, OP 크레디트에서도 「아마존 / 가면라이더 아마존」으로 되어 있었다. 야마모토 다이스케라고 하는 호칭이 이용되고 있던 것은, 본방송중에서는TV 시리즈 제1화의 첫머리와 당시의 유년잡지 등의 종이 위뿐이다(단, 코우사카 박사는 다이스케가 야마모토 교수의 아들인 것을 알아차리고 있다). 처음으로 「가면라이더 아마존 / 야마모토 다이스케」라고 크레디트된 것은, 다음 작품 「가면라이더 스트롱거」 종반에 객원 출연 했을 때이며, 그 방송 직후의 특별 프로그램 「전원 집합! 7인의 가면라이더!!」도 마찬가지였지만, 본편중에서는 역시 그렇게 불린 적은 없었다.「불멸의 가면라이더 Special」에서 타치바나 토우베에게, 「10호 탄생! 가면라이더 전원 집합!!」에서 카자미 시로(V3)는 본명을 알고 있었지만, 아마존의 태생이 언제 밝혀졌는지는 일절 언급되지 않았다.
아마존 라이더의 의상으로서는 전후반 대부분 차이는 보이지 않지만 초기의 흉판은 「살색」으로 후기는 「오렌지색」으로 되어있다.
＊타치바나 토우베
제3화부터 등장. 역대의 가면라이더를 길러낸 명 트레이너. 오토바이 레이스에 출전 중, 카마키리(사마귀) 수인에게 습격당하지만 아마존이 구해준다. X 라이더 때와 같이 아마존의 변신을 눈앞에서 보고, 삽시간에 「가면라이더」라고 인정했다. 이후는 제4화에서 정글러를 제작하는 등 아마존을 서포트 해, 함께 게돈이나 가란다 제국과 싸운다. 코우사카 박사와도 아는 사이로, 마사히코나 리츠코도 알고 있었다. 오인으로 경찰에 잡힌 아마존의 신원인수인으로 나온 적도 있다.
＊오카무라 마사히코
일본을 방문한 다이스케와 최초로 친구가 된 초등학교 2학년생의 소년. 코우사카 교수의 조카. 연령에 비해 머리가 좋고, 문명을 모르는 다이스케에 일본어나 일본의 풍습을 가르쳤다. 조금 건방진 소리를 할 때도 있지만, 정의감은 강하고, 수인도 무서워하지 않는 용기를 가졌다.
후에 「가면라이더 SPIRITS」 제3부에서, 성장한 마사히코가 등장하고 있다.
＊오카무라 리츠코
마사히코의 누나. 당초는 무모한 짓을 하는 남동생을 걱정한 나머지, 그를 싸움에 말려 들게 하는 아마존을 싫어하고 있었다. 그러나, 제9화에서 카니(게) 수인의 마수에서 구해지고 나서는 마음을 열어, 그때까지 허리에 두르는 짧은 도롱이 1장 밖에 몸에 걸치지 않았던 아마존에게, 「일본의 겨울은 춥다」고 윗도리를 보냈다. 리츠코는, 「가면라이더 연대기」 등, 일부의 가면라이더 서적의 본작의 등장 인물 소개에서는 할애 되는 것이 많은 히로인이지만, 리츠코가 아마존에게 완전하게 마음을 여는 제9화는 명편의 하나이며, 「토에이 히로인 MAX」vol.2의 히로인 베스트 에피소드에도 게재되어 높게 평가되고 있다. 설날 방송의 제12화에서는 나들이 옷차림을 피로하고 있다.
덧붙여 이 남매의 성씨는, 과거의 출판물에서는 「코우사카」라고 쓰여지기도 했지만, 이것은 만화판의 설정이며,TV판에서는 극중에서 마사히코가 「오카무라」라고 하고 있다. 연기했던 마츠오카 마리코는, 가면라이더 시리즈의 라이벌이라고 해야 할 경쟁 프로그램 「웃는 머리의 체조」의 역대 여성 어시스턴트의 한 명이었다.
마사히코와는 달리, 현재로서는 「가면라이더 SPIRITS」 제3부에는 직접 등장하고 있지 않지만, 단행본 15권의 뒷표지에 마사히코, 모구라 수인과 함께 그녀의 모습이 그려져 있다.
＊모구라 수인
제5화부터 등장. 전 게돈의 수인. 코끝이 꽃처럼 열려 있다.「츄 츄~」라고 하는 울음 소리와 함께 지중으로부터 출현. 마사히코를 유괴하고 아마존을 꾀어내, 쓰러뜨리려고 했다. 하지만 아마존에게 패배해 도주, 십면귀의 분노를 사 처형당하게 되지만 아마존에게 구해져 이후는 그의 협력자가 된다. 라고 해도 적극적으로 싸우려고는 하지 않고, 정보를 제공하거나 서포트에 충실하고 있었다. 마사히코와는 사이가 좋고, 「두더지」라고 불리고 있었다. 제20화에서 키노코 수인이 뿌린 식인 곰팡이의 해독제를 손에 넣기 위해 키노코 수인에게 접근하지만, 계획을 간파당해 살해당해 버렸다. 그러나, 죽기 직전의 모구라 수인이 가지고 돌아간 곰팡이로부터 식인 곰팡이의 해독제가 만들어져 도쿄를 구했다. 그 죽음에 아마존과 그 동료들은 경의를 나타내, 울었다. 묘비에는 모구라 수인의 머리의 형태를 한 모형, 「용감한 자 모구라 수인의 무덤」이라고 쓰여진 플레이트가 덧붙여져 있었다.
능력으로서는 아마존과의 대결에서 잔상을 만들어낼 정도의 스피드를 보였지만, 지중에서의 활동 범위는 지하 10m정도이다. 카니 수인, 수인 야마아라시(=호저, 수인 산바람), 수인 헤비톰보(=뱀잠자리)에게도 열세였다.
＊장로 바고
제1화에 등장. 남미 아마존의 대밀림의 깊은 곳에 숨어 살고 있던 고대 잉카 일족의 후예의 장로. 잉카 문명의 비밀을 노리는 십면귀에 의해서 일족은 살해당하고 자신도 빈사의 중상을 입는다. 그러나 죽음의 직전, 야마모토 다이스케를 아마존 라이더에로 개조. 기기의 팔찌를 맡겨, 코우사카 박사와 만나도록 그에게 암시를 주고 절명했다.
＊코우사카 박사
제1화에만 등장. 마사히코와 리츠코의 숙부이자 저명한 고고학자
장로 바고와 죽은 야마모토 다이스케의 아버지 및 타치바나 토베에 까지
알고있는 인맥이 많은 인물이지만 게돈의 눈의 표적이 되어서
결국 아마존의 눈앞에서 거미 수인에서 죽음을 당한다.
장로 바고와 함께 십면귀의 존재를 알아차리고 있던 유일한 인물이기도 하다.

## 가면라이더
야마모토 다이스케(아마존)의 분노가 정점에 달해「아 · 마 · 존!」라고 외치는 것으로 변신한 모습. 제1화, 일본 방문 직후의 그의 싸움을 목격한 마사히코로부터 「가면라이더」의 칭호를 얻었다. 외관은 얼룩무늬 왕도마뱀을 모티프로 하고 있어, 기계식의 개조 인간은 아니고 파충류의 기능을 갖춘 생체 개조 인간이다.
변신은 「허우적」거리듯 팔을 움직이면서 「아 · 마 · 존!!」의 구령으로 눈을 붉게 빛나게 해 빛 속에서 모습을 바꾼다고 하는 것이다. 아마존이 일본어를 하게 되어도 변신 프로세스에는 변경이 없고, 변신에 있어 이렇다 할 만한 아이템 사용의 묘사도 없다.
극중에서는 변신 전후의 아마존의 모습은 특수 렌즈로 겹겹이 늘어서 회전하는 촬영 방법이 취해지고 있어 시몬 마사토의 소리로 「아 · 마 ·존」이라고 하는 절규가 메아리치는 중 변신한다고 하는, 이것 또한 종래의 라이더 변신과는 다른 수법으로 표현되고 있다. 왕도마뱀이 모티프이므로 선대의 가면 라이더들과 달리, 눈에 복안 패턴이 없는 것도 특징이다.
스트롱거 종반의 객원 출연에서는 오카자키가 산발머리였기 때문에 변신 장면만 장발이 되어 있다. 이 때의 등장시의 의상은 초기의 상반신 알몸의 것을 착용하고 있었지만 변신 뱅크는 후기 타입이 사용되었다.

## 능력.장비
-기기의 팔찌
장로 바고에 의해서 팔에 이식된 잉카 초고대 문명의 오파츠. 아마존의 강력한 특수 능력의 근원이다(방영 당초는 특별한 에너지 등의 설정이 없는 열쇠로서의 팔찌로 밖에 말해지지 않고, 아마존 자신도 인간과 같은 열의 에너지로 활동하고 있는 것으로 되어 있었다). 후에 탈환한 「가가의 팔찌」를 합체시키는 것으로 초고대 문명의 파워를 발휘하는 것이 가능. 또한 이 팔찌를 빼앗기면 아마존의 생명은 없어진다(다만 가면라이더 디케이드 및 그 극장판 출연시에는 이 설정은 없어져 있다).
본편 중 「“팔찌에 압력을 받으면 손발과 등지느러미가 격렬하게 진동해 어떤 것도 깨부수는” 힘으로 지하 1000m에서 생매장 상태로부터 탈출」 「후쿠로(부엉이) 수인의 공격에 의한 실명 상태로부터 팔찌에 의식을 집중시키는 것으로 회복」 등, 신비적이면서 강력한 특수 능력도 몇가지 피로하고 있다.
-콘돌라
아마존이 변신 전부터 장비하고 있는 벨트. 다른 가면라이더의 벨트와는 달리, 변신용의 아이템이 아니고, 필요에 따라서 로프나 톱으로 변화시키는 등 오히려 인간체 쪽에서 활약하고 있어, 그에게 있어서는 서바이벌을 위한 소도구적 장비품이었다. 덧붙여, 벨트의 2개의 붉은 돌은 서적 등에서는 “「부싯돌」로서 사용할 수 있다”라고 한다. 찌르기 무기로서는 쿠로네코(검은 고양이) 수인의 한쪽 눈을 망가뜨렸다. 아마존 라이더 때는 로프의 사용 빈도가 높고 로프 반동에 의한 연속 킥 등에 사용되었다.
-그 외 능력
점프력은 제자리 뛰기 80m, 멀리 뛰기 50m. 높은 곳에서의 안정감도 발군으로 타치바나 토우베와 함께 폭포에서 낙하해도 용이하게 구조했다.
흉부의 부푼 부분은 지금까지의 라이더와 같은 장갑판이나 컨버터 랭이 아니고, 모두 근육이다.
능력적으로는 민첩성이 뛰어난 스피드형으로, 전신의 얼룩 모양을 보호색으로 사용해 밀림에서의 전투를 자랑으로 여긴다.
변신 후의 육체는 파충류 베이스이지만, 수중의 산소를 확보하기 위해 아가미도 가지고 있는 등, 오히려 양서류적이다. 극중 들리는 독특한 소리는 팔 지느러미, 다리 지느러미, 등 지느러미 등을 조정할 때 생기는 적에 대한 위협 행위이다.

## 기술
-대절단
무엇보다 다용된 아마존의 자신있는 필살기. 상대를 향해 팔이나 다리에 달려있는 톱니모양의 지느러미 암 커터, 풋 커터를 사용해 베어가른다. 버전으로서는 초기의 붙어서 그대로 베어가르는 타입, 후기의 점프 후의 낙하 속도를 이용해 베어가르는 타입 등이 있다. 그 밖에도 돌려차기를 이용한 풋 커터로 사용하는 대절단도 있다. 아마존(야마모토 다이스케)이 일본어를 할 수 있게 된 것과 동시에 기술명도 호칭. 당초는 수인의 튀는 피(체액)을 뒤집어쓰는 일도 있었지만 점차 다이나믹하게 절단 되는 기법으로 변경되어 갔다.
-재규어 쇼크
이른바 「물어 뜯기」기술. 1호, 2호에서 NG가 된 「크래셔」설정이 부활. 기술의 호칭은 없다. 1화의 쿠모(거미) 수인전에서는 다리를 하나 뽑아 잘게 썰 정도의 위력을 보였다. 후반으로는 거의 사용되지 않게 되지만 「가면라이더 스트롱거」에서의 객원 출연의 대수령전에서 오래간만에 사용했다.
-몽키 어택
손톱에 의한 「세게 긁기」기술. 이것도 호칭 없음. 수인과 붙었을 때에 재규어 쇼크와의 병용이 많다.
-아마존 킥
모몽가(일본 난쟁이 날다람쥐) 수인의 마무리로서 사용되었다. 기술의 호칭도 이 회만. 수인 카타츠무리(달팽이)전에서 그것같은 기술도 사용했다.
-스핀 킥
가마(두꺼비) 수인 대책으로 만들어진 신기술. 사용도 이 회뿐.
-슈퍼 대절단
기기와 가가의 팔찌의 초파워에 의한 아마존 라이더 최대의 필살기. 진짜 제로 대제를 매장했다.
-상기의 기술명의 일부는 극중 말해지지는 않았다.아동잡지나 후년의 참고 자료 서적, 원작자 작사의 삽입곡 「아마존 라이더 액션」으로부터 발췌한 것이다.
그 밖에도 기술은 아니지만 아마존의 독특한 점프 스타일은 「콘돌 점프」라고 불리고 있다.

## 전용 머신
＊정글러
고대 잉카 제국에 전해지는 비보 「태양의 돌」을 동력원으로 한 아마존 전용의 오토바이. 이 때문, 연료 보충은 불필요하고 영구히 주행 가능. 코우사카 박사가 일본으로 가지고 돌아온 바고에 의한 설계도를 기초로, 타치바나 토우베가 제작했다. 아마존은 처음엔 오토바이라고 하는 존재를 싫어하고 있었지만, 야생의 감으로 탈 수 있게 된다.
최고 시속 300km. 카울의 입을 열어 작살을 발사하고, 후부 윙을 눞혀 활공 비행할 수 있다. 다른 라이더 머신처럼, 아마존의 뇌파에 의한 무인 주행이 가능.
촬영용의 베이스 머신은 전작의 크루저에 이어 스즈키의 모토크로서 TM250. 전작 이상으로 큰 외장이며, 당초 장착된 뒷날개가 너무나 공기 저항이 크고, 조종에 지장이 나왔기 때문에, 촬영 개시 후에는 크게 구멍이 뚫리고 그물이 쳐졌다.

## 적조직
※게돈
GOD 비밀 기관 괴멸 후에 나타난 십면귀 고르고스가 이끄는 집단. 남미에서 아마존이 가진 「기기의 팔찌」를 노리고 일본에 내습 해 왔다. 동물이나 곤충을 강화해 보통 수준의 지능을 갖게 한(혹은 종래의 조직과 같이 인간을 개조한) 「수인」, 전투원인 「아카쥬샤(적종자)」를 조종해, 아마존이 가진 기기의 팔찌를 노린다. 수인은 개조 수술에 의해서 태어나는 개체와 십면귀의 주문으로 탄생하는 개체가 존재한다. 십면귀도 또한 대수령의 입김이 닿은 존재였던 일이 후에 판명. 심볼 마크는 「까마귀」를 본뜨고 있지만, 수인에게도 착용시키지 않기 때문에 극중 볼 수 있는 일은 적다. 수많은 수인을 인솔해 아마존에게 도전하지만, 수인들은 죄다 쓰러져서 가, 수수께끼의 조직과 손잡은 수인 헤비톰보의 배반과 아마존의 활약에 의해 십면귀 고르고스가 쓰러져 게돈은 괴멸한다. 그러나, 그 뒤에서 게돈을 능가하는 수수께끼의 조직이 은밀하게 움직이기 시작하고 있었다. 게돈이란 고대 잉카어로 「위대한 어둠의 제국」을 의미한다.
＊수령
-십면귀 고르고스
원래는 바고 장로의 제자였던 남자로, 게돈을 조직 하고 수령으로서 세계 정복을 기도한다. 공포 통치에 의해 수인을 지배하고 있어, 패배나 실패는 절대로 용서하지 않는다. 그 때문에, 1화의 쿠모(거미) 수인과 2화의 수인 큐케츠코우모리(흡혈 박쥐)를 처형해 버리고, 모구라 수인도 처형하려고 했다. 붉은 인면암에 9명의 악인의 얼굴과 뇌와 자기 자신을 묻어, 개조 인간이 되었다. 하늘을 자유롭게 비행해, 인면암의 입으로부터 불길이나 용해 거품, 소형 미사일을 발사한다. 좋아하는 것은 인간의 혈액. 오른팔에 단 가가의 팔찌와 일체화하고 있어, 아마존과 같이 팔찌를 빼앗기면 죽어 버린다. 인면암의 9개의 얼굴은 십면귀가 혈액을 통하게 하는 것으로 의사를 가져, 말할 수 있다.
최후에는, 가란다 제국의 대두에 의해 수인 헤비톰보가 포기해버려 14화에서 아마존과 동시에 공격받아 (아마존의) 대절단에 의해서, 가가의 팔찌가 오른팔째로 절단 되어 가란다 제국의 손으로 넘어가 버린다. 최후에는 해상에서 자폭했다.
-수인
게돈의 괴인들로 파충류 및 맹수나 야수의 모습을 하고있다.
동물이나 곤충을 강화해 보통 수준의 지능을
갖게 한(혹은 종래의 조직과 같이 인간을 개조한)것으로
수인들은 개조 수술에 의해서 태어나는 개체와
십면귀의 주문으로 탄생하는 개체가 존재한다.(전 14체)
14수인= 거미 수인,흡혈박쥐 수인,사마귀 수인,지네 수인,두더지 수인(후에 동료),
호저 수인,뱀 수인,악어 수인,게 수인, 검은 고양이 수인,
달팽이 수인,불개미 수인,뱀 잠자리 수인(유충),뱀 잠자리 수인(성충)
※가란다 제국
게돈 괴멸 말기부터 암약 하고 있던 수수께끼의 조직. 간부(공식상의 수령)인 제로 대제의 아래, 「수인」과 전투원인 「쿠로쥬샤(흑종자)」를 이끌고 있다. 수인 헤비톰보를 이용해 가가의 팔찌를 손에 넣지만, 기기의 팔찌를 고집하고 있던 게돈의 방침을 부정하고, 일본 정복을 첫째의 목적으로 하고 작전을 행한다. 지배자는 GOD 총사령과 소리가 같고, 또 게돈과 같이 대수령이 배후에 존재하고 있었다. 심볼 마크는 제로 대제의 머리의 「날개 장식」을 본뜨고 있어 그가 최고 실권자인 것을 나타내고 있었다.
＊수령
-지배자(진짜 제로 대제)
게돈, 가란다 제국의 진짜 지배자. 온 세상의 악의 단체를 지배하고 있었다. 흰 옷과 복면으로 정체를 숨기고 있다. 그 정체는 진짜 제로 대제였다. 최종화에서 아마존의 슈퍼 대절단을 맞아 사망. 대사속에서 많은 악의 군단을 조종하고 있다고 발언을 하고 있다. 다만, 다음 작품인 「가면라이더 스트롱거」나 「10호탄생! 가면라이더 전원 집합!!」에서, 게돈이나 가란다를 조종하는 진정한 지배자의 존재가 밝혀지고 있다.
＊간부
-제로 대제
파르티아 왕조의 후예를 자칭하는, 가란다 제국의 공식상의 지배자. 불길을 본뜬 장식을 붙인 투구를 쓰고, 전신을 강철갑옷으로 감싸고 있다. 지극히 냉혹한 남자로, 손에 든 창의 앞에서 나오는 「푸른 번개」라고 불리는 불꽃으로 실패한 수인이나 쿠로쥬샤를 처형한다. 최종화에서 가가의 팔찌를 되찾아 파워 업한 아마존에게 궁지에 몰려 도망치지만 스스로 설치한 함정에 빠져 설치되어 있던 창에 박혀 절명.
(초전자 바이오맨에서 빅 3간부인 메이슨역,캡틴 울트라에서 미야기 혼고역)
-수인
-가란다 9수인
가란다 제국을 따르는 괴인들로 본래의 수인들 보다
더욱 더 강화적인 능력을 가지고 있다.(전 8체)
게동의 수인들과는 전혀 다른 차별을 두기 위해서 가란다의 수인에
대해서는 통칭적으로 강화 수인으로 불리고 있다.
9 수인:벌 수인,두꺼비 수인,사라만다 수인,올빼미 수인,벌레 수인,
날다람쥐 수인,노린재 수인,버섯 수인,말미잘 수인
※참고 사항
-설정상으로만 존재하는 미 등장 수인-
그 당시에 이시카와 코타로 원화 감독에 증언에 따르면은
원래 기획 당시에 가면라이더 아마존은 전 26화로 방송될 예정으로
본래에는 25화와 26화에 등장할 쥐 수인,메뚜기 수인,전갈 수인,도마뱀 수인. 이렇게 4명도
설정에 포함되어 있었으나 안타깝게도 24화의 조기 종영의 결정방침에 따라서
아쉽게도 등장화 하지 못하고 말았다.(그래서 미 등장 수인 4명도 있었음.)

## 주제가
주제가
『아마존 라이더! 여기에 있다!』
- 가수:시몬 마사토

엔딩 테마
『아마존 다!다!다!』
- 가수:시몬 마사토, 콜롬비아 요람회

| 이전 가면라이더 X (1974년 2월 16일 ~ 1974년 10월 12일) | 제4대 1970년대 가면라이더 시리즈 1974년 10월 19일 ~ 1975년 3월 29일 | 다음 가면라이더 스트롱거 (1975년 4월 5일 ‐ 1975년 12월 27일) |